# 울산 등용사 현수제승법수
울산 등용사 현수제승법수(蔚山 登龍寺 賢首諸乘法數)는 울산광역시 동구 등용사에 있는 조선시대의 책이다. 2016년 2월 4일 울산광역시의 문화재자료 제28호로 지정되었다.

## 개요
『현수제승법수』는 불교에서 일반적으로 쓰이는 법수(法數)의 숫자를 차례대로 배열하여 쉽게 찾아 볼 수 있게 만든 것으로 일종의 불교 사전의 성격을 가진 책이다. 여기에서 말하는 법수란 숫자로 표시된 명목, 즉 법문(法門)의 수를 말한다. 예를 들어 삼계(三界), 사체(四諦), 오온(五蘊), 십이인연(十二因緣), 칠십오법(七十五法) 등과 같이 숫자로 어떤 현상이나 법을 표시한 것을 법수라고 한다. 이 책은 화엄종의 제3조였던 당대(唐代)의 고승(高僧) 현수 법장(賢首 法藏, 643~712)이 여러 불경에서 법수를 수집하여 처음으로 편집하였지만, 그 후 책이 전래되지 않자 명나라 홍무(洪武)년간(1368~1398)에 행심(行深)이 다시 펴낸 것이다. 행심의 중편 작업이 끝나고 1427년에 처음으로 책이 간행되었다.
우리나라에서는 이 명판본(明板本)을 성화(成化)년간(1465~1487)에 입수하여 도인(道人) 경민(警敏)이 중연(衆緣)을 모집하여 1500년에 경상도 합천(陜川) 가야산(伽倻山) 봉서사(鳳栖寺)에서 처음으로 개판(開板)하였다. 그 후 여러 차례에 걸쳐 번각본(飜刻本)이 간행되었다.
등용사에서 소장하고 있는『 현수제승법수』는 1647년 개흥사(開興寺)에서 새긴 책판으로 찍은 목판본이다. 선장본 형태의 11권 1책 완본으로 크기는 28.7×18.0㎝이다.
권두에는 1427년에 쓴 <현수제승법수서(賢首諸乘法數序)>, 1387년에 천태범고(天台梵高)가 쓴 <중편현수법수서(重編賢首法數序)> 및 부처님의 계보를 도표로 그린 <起敎佛祖(기교불조)>가 있다.
본문은 11권으로 구성되어 있으며 도식(圖式)으로 이루어져 있다. 권1에서 권10까지는 1에서 10까지의 숫자 순서대로 법수를 간략하게 설명하고 있고, 마지막 권11에는 십일지(十一智)에서 팔만사천법문(八萬四千法門)까지의 법수가 모두 수록되어 있다. 권말에는『 몽산화상법어약록(蒙山和尙法語略錄)』중의 일부가 합철(合綴)되어 있다.

## 참고 자료
- 울산 등용사 현수제승법수 - 국가유산청 국가유산포털